# Спасская церковь (Улан-Удэ)
Спа́сская це́рковь — первый православный храм города Удинска-Верхнеудинска (современный Улан-Удэ).

## История церкви
Улан-Удэ берёт начало в 1666 году, когда служилые люди под началом пятидесятника Гаврилы Ловцова и казачьего десятника Осипа Васильева поставили на вершине скалы близ устья реки Уды ясачное зимовье. В 1677—1680 годах на месте зимовья был сооружён Удинский острог — крепость для защиты границ Российского государства. По окончании обустройства крепости, в первой половине 1690-х годов, жители города — казаки, служилые люди — начали хлопотать о строительстве в Удинске церкви.
В 1696 году с благословения митрополита Тобольского и Сибирского Игнатия и при активном содействии настоятеля Троицко-Селенгинского монастыря архимандрита Мисаила была построена деревянная церковь во имя Нерукотворенного образа Спасителя. Первая Спасская церковь сгорела. Вторая деревянная церковь была построена и освящена в 1765 году.
В 1786 году немного севернее деревянного храма началось строительство каменной Спасской церкви. Средства на строительство пожертвовал иркутский купец И. М. Бутыгин (1744—1808). Строительство завершилось в 1800 году. Церковь была возведена у перекрёстка современных улиц Калинина и Линховоина (бывших Спасской и Соборной).
В 1801 году был закончен и освящён зимний придел с северной стороны во имя Святителя Димитрия Ростовского, в 1809 году освящён зимний придел с южной стороны во имя Святителя и Чудотворца Николая. Главный храм, во имя Нерукотворенного образа Спасителя, был освящён в 1816 году, а придел под колокольней во имя Святых Апостолов Петра и Павла — в 1820 году.
В 1830 году из трёх тысяч жителей Верхнеудинска прихожанами Спасской церкви состояли более двух тысяч человек — жители города и окрестных деревень: казаки, купцы, дворяне, мещане, военные, чиновники, ремесленники, крестьяне, учителя, ясашные.
Священники вели так называемые «Троечастные книги», в которых указывали всех родившихся, вступивших в брак и ушедших из жизни, выполняя задачу статистической и метрической регистрации граждан. Церковь выполняла важные общегосударственные задачи: здесь объявлялись общероссийские указы, приводились к присяге должностные лица, хранились государственные деньги и драгоценности местного казначейства. Её служители участвовали в противоэпидемических мероприятиях, добивались от городских властей сострадательного отношения к калекам, убогим, сиротам, преподавали в образовательных учреждениях.
Зачастую служение православию переходило от отца к сыну, создавались династии священнослужителей. В Удинске (Верхнеудинске, Улан-Удэ) такими династиями стали Софроновы, Шергины, Трапезниковы, Поповы, Пляскины, Старковы, Корнаковы, Рубцовы, Громовы и другие.
В 1909 году на средства Ф. В. Машанова осуществлён капитальный ремонт церкви и установлено электрическое освещение. При церкви работало Общество трезвости. 7 апреля 1914 года Общество провело Праздник трезвости.
В октябре 1926 года технический осмотр церкви установил, что здание находится в аварийном состоянии и не может эксплуатироваться без ремонта.
После революции 1917 года церковь была отделена от государства. В 1936 году Спасская церковь была закрыта, договор с общиной верующих расторгнут, ценности изъяты, а храм разобран на строительные материалы.

## Строительство Мемориального комплекса

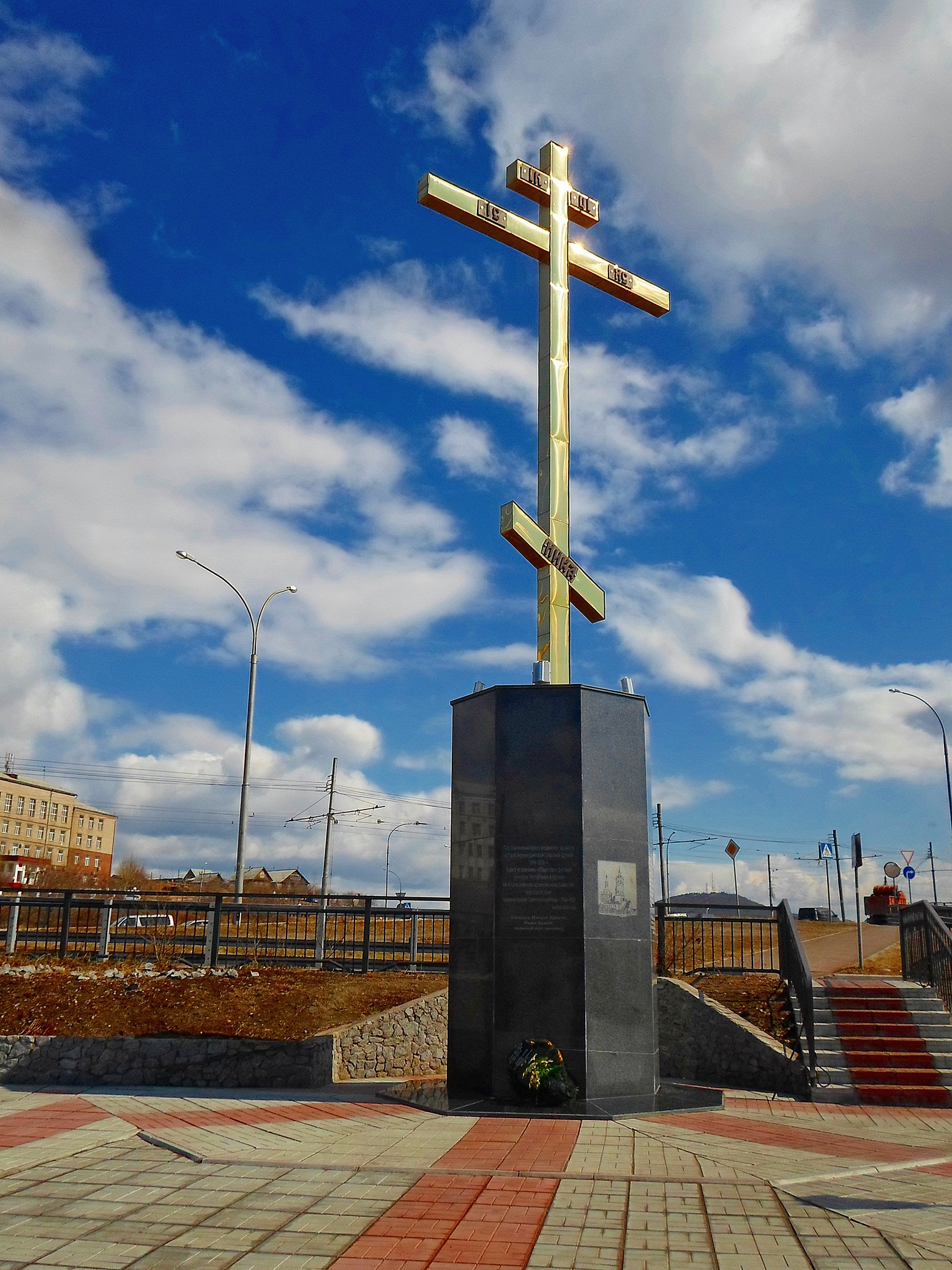
Памятный крест на месте Спасской церкви

В ноябре 2014 года Региональная общественная организация «Общество русской культуры Республики Бурятия» в восточном конце улицы Линховоина на месте разрушенного храма установила Поклонный крест.
В феврале 2014 года состоялся Благотворительный марафон по сбору средств на строительство Мемориального комплекса, а в апреле этого же года проект «Мемориальный комплекс „Спасская церковь“ как духовный ориентир» стал победителем городского конкурса социальных проектов.
Строительные и ландшафтные работы на Мемориальном комплексе завершены к юбилею Улан-Удэ, в сентябре 2016 года.